# Friedrich Heinze (Widerstandskämpfer)
Friedrich Heinze (* 4. April 1889 in Erfurt; † 5. Januar 1945 in Weimar) war ein Kaufmann und Widerstandskämpfer gegen den Nationalsozialismus. Er starb unter dem Fallbeil im Hof des Landgerichts von Weimar.

## Leben
Friedrich Heinze wurde am 4. April 1889 als erstes Kind des Eisenbahnsekretärs Oskar Heinze und seiner Ehefrau Amalie, geborene Sturze, in Erfurt geboren. Er besuchte in Erfurt die Volksschule und anschließend die Mittelschule. Nach seiner Schulentlassung wurde er Katasterlehrling und arbeitete im Katasteramt bis zur Einberufung zum Militärdienst. Er wurde als Heeressoldat  in den Ersten Weltkrieg 1914 eingezogen und 1917 wegen unheilbarem Nierenleiden aus dem Militärdienst entlassen und bis Kriegsende in eine Munitionsfabrik von Erfurt dienstverpflichtet.
Heinze heiratete Marie Hempel, mit der er 1919 nach Suhl zog. Im Jahre 1923 bewarb sich Friedrich Heinze um die Staatliche Lotterie-Einnahme, die ihm auch zugewiesen wurde.
1924 starb seine Frau Marie und er stand nun mit beiden Kindern, Ursula und Bodo, alleine da.
Am 23. Juni 1934 heiratete er Margarete Müller, geb. am 12. Mai 1902 in Schleusingen, die ihm eine gleichgesinnte Lebensgefährtin wurde.
Der Kaufmann Friedrich Heinze wurde bereits 1934 erstmals verhaftet, da man ihm aber nichts Strafbares nachweisen konnte, wurde er wieder frei gelassen. Weil er vor 1933 der DNVP angehörte, zählte ihn die Gestapo im Rahmen ihrer „Gegnersicht“ zur „Reaktion“ bzw. zu den „Alldeutschen“, obwohl sich der weltoffene Friedrich, ebenso seine Frau Margarete mit Kommunisten, Sozialdemokraten und Gewerkschaftern im gemeinsamen Widerstand befand.
Die Staatliche Lotterieeinnahme in der Suhler Rüssenstraße 1 war eine unverfängliche Begegnungsstätte von Gleichgesinnten, aber die Gestapo wusste auch, dass Heinze ein Gegner der Nazidiktatur war. Er traf sich mit Mitgliedern der Friedberggruppe in der Gaststätte „Fuchsbau“ und mit Ewald Stübler in dessen Wohnung, um gemeinsam ausländische Sender zu hören. Auch die Wohnung der Familie Heinze war Treffpunkt von Nazigegnern.
Bei der ersten großen Verhaftungswelle der Gestapo in Suhl am 3. September 1943 wurden auch Friedrich Heinze und seine Frau Margarete verhaftet. Er kam, wie alle anderen Verhafteten nach Ichtershausen, Margarete in das Landgerichtsgefängnis Gotha in Untersuchungshaft.
Friedrich Heinze befand sich, wie seine Frau, am 4. Dezember 1944 im Landgerichtsgefängnis Rudolstadt zur Hauptverhandlung vor dem Volksgerichtshof. Er wurde zum Tode verurteilt und in das Gerichtsgefängnis nach Weimar überführt. Am 5. Januar 1945 um 17.55 Uhr wurde Friedrich Heinze hingerichtet.

## Erinnerung
Für das Ehepaar Friedrich und Margarete Heinze wurde vor dem Wohnhaus in der Rüssestraße ein Stolperstein verlegt.